# Slobodno zidarstvo
Slobodno zidarstvo (engl. freemasonry, fran. franc-maçonnerie), poznato i kao masonerija ili masonstvo, obuhvaća različite mistične, strogo hijerarhijski ustrojene organizacije koje svoje korijene vuku iz lokalnih cehova klesara. Ti su cehovi, od kraja 14. stoljeća, regulirali stručnu osposobljenost klesara te njihove odnose s naručiteljima i vlastima. Slobodno zidarstvo  se smatra najstarijim bratstvom na svijetu i jednom od najdugovječnijih kontinuiranih organizacija u povijesti, s bogatom tradicijom i simbolikom.
Moderni oblik slobodnog zidarstva općenito se dijeli na dvije glavne grane. Regularno slobodno zidarstvo slijedi stroge tradicionalne standarde, poput prisutnosti svetog spisa u radnoj loži, obveznog vjerovanja u Vrhovno Biće, isključivog muškog članstva te zabrane rasprava o religiji i politici unutar lože. S druge strane, kontinentalno masonstvo ukinulo je neka od tih ograničenja. Nadležnosti unutar ove skupine često ne inzistiraju na vjerovanju u Vrhovno Biće, prihvaćaju žene kao članove ili omogućuju mješovite lože te dopuštaju rasprave o religijskim i političkim temama.
Osnovna organizacijska jedinica slobodnog zidarstva je loža, koja djeluje na lokalnoj razini. Rad ovih loža obično je pod nadzorom velike lože ili velikog orijenta, tijela koja upravljaju masonerijom na područnoj razini, često u okviru federalinih, pokrajinskih ili državnih granica. Slobodno zidarstvo nema središnju, svjetsku veliku ložu koja bi nadzirala cijelo bratstvo; svaka velika loža djeluje kao potpuno neovisno tijelo i ne priznaje nužno legitimnost drugih velikih loža. Lože su rasprostranjene diljem svijeta, na svim naseljenim kontinentima. Međutim, zbog antimasonskih stavova i zakonskih ograničenja koja zabranjuju slobodno zidarstvo, bratstvo nije prisutno u svim zemljama. Unatoč tome, slobodni zidari u duhu bratstva i nade često pretpostavljaju mogućnost postojanja tajnih loža čak i u zemljama gdje je ono zabranjeno, iako takve lože možda u stvarnosti ne postoje.
Stupnjevi slobodnog zidarstva su tri razreda srednjovjekovnih obrtničkih cehova, stupanj šegrta ili učenika, kalfe ili pomoćnika te majstora. Kandidati ovih triju stupnjeva postupno se podučavaju značenjima simbola slobodnog zidarstva, a i povjeravaju im znakovi, lozinke i rukovanja kako bi naznačili ostalim članovima u koji su stup inicirani. Stupnjevi su dijelom alegorijske moralne pouke, a dijelom predavanje. Tri stupnja nudi plava loža slobodnog zidarstva, a pripadnici bilo kojeg od tih stupnjeva poznati su kao slobodni zidari ili masoni. Postoje i dodatni stupnjevi koji se razlikuju ovisno o mjestu i nadležnosti i njima obično upravljaju tijela koja se razlikuju od onih koji upravljaju osnovnim stupnjevima.
Kroz svoju povijest masonerija je bila izložena kritikama i protivljenjima na vjerskoj i političkoj osnovi. Katolička Crkva, neke protestantske denominacije i određene islamske zemlje ili entiteti izrazili su protivljenje ili zabranili članstvo u slobodnom zidarstvu. Protivljenje slobodnom zidarstvu ponekad ima korijene u antisemitizmu ili teorijama urote, a slobodni zidari su kroz povijest bili progonjeni od strane autoritarnih država.

## Masonska loža
Loža predstavlja osnovnu organizacijsku jedinicu slobodnog zidarstva. Lože se redovito sastaju radi obavljanja uobičajenih administrativnih poslova, poput upravljanja financijama, organizacije društvenih i humanitarnih aktivnosti te izbora novih članova. Osim ovih formalnih obveza, sastanci često uključuju ceremonije dodjele masonskih stupnjeva ili predavanja posvećena temama iz slobodnozidarske povijesti, simbolike ili obreda. Nakon sastanka, članovi se nerijetko okupljaju na svečanoj večeri koja može uključivati zdravice i pjesmu, dodatno jačajući duh zajedništva i bratstva.
Većina rituala usmjerena je na ceremonije povezane s dodjelom stupnjeva. Kandidati postupno prolaze kroz proces inicijacije, počevši od stupnja učenika. Nakon određenog vremena, kroz posebnu ceremoniju, napreduju do stupnja pomoćnika, a na kraju bivaju uzdignuti na stupanj majstora. Tijekom svake ceremonije kandidat daje prisegu, nakon čega mu se povjeravaju simboli, lozinke i tajna rukovanja karakteristična za novi stupanj. Iako se ti simboli i geste formalno smatraju tajnima, lako su dostupni u javnim izvorima, uključujući publikacije koje same masonske organizacije objavljuju.
Osim inicijacija, značajna ceremonija je godišnje postavljanje starješine i dužnosnika lože. U nekim nadležnostima, izabrani starješina (Installed Master) ima status zasebnog stupnja, s vlastitim simbolima i tajnama koje ga izdvajaju od ostalih članova. U drugim nadležnostima takav stupanj nije priznat, pa ceremonija postavljanja starješine nema elemente prenošenja novih tajni, već je isključivo administrativnog karaktera.
Većina loža organizira društvene programe koji slobodnim zidarima i njihovim obiteljima omogućuju druženje u opuštenijem, neritualnom okruženju. Takvi događaji često su povezani s dobrotvornim aktivnostima, gdje se od svakog masona očekuje doprinos za opće dobro. Ove aktivnosti provode se i na razini pojedinačnih loža i velikih loža. Masonske dobrotvorne inicijative značajno doprinose različitim područjima, poput podrške obrazovanju i pružanja pomoći onima u potrebi.
Lože čine temelj slobodnog zidarstva, a svaki slobodni zidar započinje svoj put inicijacijom u jednu od njih. Osim općih loža, postoje i specijalizirane lože koje okupljaju članove radi obilježavanja specifičnih tema ili interesa, poput sporta ili masonskih istraživanja. Stupanj majstora omogućuje masonima daljnje istraživanje slobodnog zidarstva kroz dodatne stupnjeve, koji se administriraju odvojeno od osnovna, prva, tri stupnja. Ovi napredni stupnjevi imaju sličan oblik i strukturu susreta kao i tradicionalne lože.
Slobodno zidarstvo karakterizira velika raznolikost i nedostatak stroge dosljednosti, budući da svaka masonska nadležnost djeluje kao neovisno tijelo s vlastitim pravilima i procedurama. Iako velike lože imaju određenu nadležnost nad svojim ložama, ove lože u suštini funkcioniraju kao privatne udruge. Detalji poput formulacije rituala, broja časnika, rasporeda prostora za sastanke i drugih aspekata mogu se značajno razlikovati od jedne nadležnosti do druge.
Časnici masonske lože imenuju se ili biraju jednom godišnje. Svaka loža uključuje starješinu, dvojicu nadzornika, tajnika i rizničara. Osim njih, dvernik, koji se uvijek nalazi ispred vrata radne lože, odgovoran je za osiguravanje njezine privatnosti. Dodatni časnici mogu varirati ovisno o pravilima i tradicijama pojedine nadležnosti.
Svaka loža temelji svoje postojanje i djelovanje na drevnim načelima poznatim kao međaši slobodnog zidarstva, čija precizna definicija ostaje otvorena interpretaciji.

### Ulazak u ložu
Kandidati za slobodno zidarstvo često poznaju aktivne članove lože kojoj se namjeravaju pridružiti prije nego što budu odabrani za inicijaciju. Iako se proces razlikuje među velikim ložama, u suvremenom kontekstu zainteresirani pojedinci često dolaze u kontakt s lokalnom ložom putem interneta. Obično su pozvani na društvenu akciju lože ili večer otvorenih vrata kako bi bolje upoznali članove i aktivnosti. Pridruživanje masoneriji uvijek inicira kandidat, koji mora sam izraziti želju za članstvom; iako ga članovi mogu potaknuti da pita, formalni poziv nije uobičajen. Nakon prvog kontakta, kandidat može podnijeti službenu prijavu, koju članovi lože predlažu i podržavaju. Prijava se obično iznosi na sastanku lože, nakon čega slijedi više ili manje formalni intervju. Ako kandidat odluči nastaviti, loža provodi provjere i ostavlja razdoblje za članove da ocijene njegovu prikladnost. Na kraju procesa, loža provodi tajno glasovanje kako bi odlučila o prijemu kandidata. Broj negativnih glasova ("crnih kuglica") potrebnih za odbijanje varira među nadležnostima. Na primjer, Ujedinjena velika loža Engleske zahtijeva samo jedan negativan glas za odbijanje, dok Velika loža Države New York zahtijeva tri.
Osnovni uvjet za pristupanje svakom tijelu slobodnih zidara je da kandidat bude "slobodan i na dobrom glasu". Povijesno, ovaj zahtjev za slobodom potječe iz srednjovjekovnih cehova, dok danas simbolizira neovisnost i odgovornost pojedinca. Cilj je osigurati da svaki mason bude moralno ispravna i odgovorna osoba. Velike lože također propisuju minimalnu dob za članstvo, koja se razlikuje ovisno o nadležnosti, uz mogućnost iznimki u posebnim okolnostima. Temeljna pretpostavka je da kandidat treba biti zrela odrasla osoba.
Dodatno, većina velikih loža dodatno zahtijeva od kandidata izjavu vjere u Vrhovno Biće. U nekim slučajevima može se tražiti i pripadnost određenoj religiji. Ovaj pristup posebno je izražen u skandinavskim zemljama, gdje Švedski obred, primjerice, prihvaća isključivo kršćane. Nasuprot tome, "liberalno" ili kontinentalno slobodno zidarstvo, primjer Velikog orijenta Francuske, ne postavlja uvjet vjerovanja u božanstvo, što omogućuje prihvaćanje ateista u članstvo. Ovaj pristup razlog je neslaganja između kontinentalnog masonstva i tradicionalnih masonskih nadležnosti.
Tijekom ceremonije inicijacije kandidat polaže prisegu, obično na svetom spisu koji odgovara njegovoj osobnoj vjeri, obvezujući se na ispunjavanje određenih dužnosti kao slobodni zidar. Tijekom tri simbolička stupnja, kandidat se zavjetuje čuvati tajne svog stupnja od članova nižih stupnjeva i onih izvan slobodnog zidarstva, kao i pomagati kolegama masonima u nevolji, pod uvjetom da je to praktično i u skladu sa zakonom. Iako postoje smjernice o dužnostima slobodnih zidara, svatko ima slobodu istraživati masonstvo na način koji mu najviše odgovara. Neki članovi uživaju u dramatizaciji ceremonija ili se posvećuju upravljanju i administraciji lože. Drugi istražuju simboliku i obrede prva tri stupnja, dok treći naglasak stavljaju na društvene aktivnosti unutar lože ili u suradnji s drugim ložama. Neki masoni usmjeravaju svoje sudjelovanje na dobrotvorne aktivnosti, pridonoseći radu za opće dobro svoje lože.

## Ustroj

### Velika loža
Velike lože i veliki orijenti djeluju kao neovisna i suverena tijela odgovorna za upravljanje slobodnim zidarstvom unutar određene države, pokrajine ili zemljopisnog područja, poznatog i kao "nadležnost" ili "jurisdikcija". Svjetsko masonstvo nema jedinstveno upravno tijelo koje bi koordiniralo sve nadležnosti; međusobni odnosi između njih temelje se isključivo na uzajamnom priznavanju. Svaka velika loža (negdje veliki orijenti) upravlja svojom masonskom nadležnošću koja se sastoji od podređenih (ili konstitutivnih) loža.
Ujedinjena velika loža Engleske i dalje je najveća masonska organizacija na svijetu, ali je njezino članstvo značajno opalo, sa približno 500.000 članova tijekom 1960-ih na oko 175.000 u 2021. godini. Organizacija je podijeljena na pokajinske velike lože koje djeluju na pokajinskoj razini. Slično tome, Velika loža Irske zabilježila je veliki pad članstva, smanjujući se sa 100.000 članova 1960. na otprilike 19.000 danas. U Hrvatskoj je najbrojnija Velika loža Hrvatske.
Veliki orijent Francuske, najveća nadležnost kontinentalnog ili liberalnog masonstva po broju članova, okuplja više od 52.000 članova u približno 1.430 loža. Od Drugog svjetskog rata, ova jurisdikcija bilježi kontinuirani rast, povećavši članstvo s 33.000 u 1960. na 52.500 do 2024. godine.

### Priznavanje, prijateljski odnos i regularnost
Odnosi između velikih loža temelje se na konceptu priznanja. Svaka velika loža održava popis drugih velikih loža koje priznaje. Kada se dvije velike lože međusobno priznaju i stupaju u masonsku komunikaciju, smatra se da su u prijateljstvu (engl. in amity), što članovima omogućuje posjećivanje loža i međusobnu masonsku interakciju. U slučajevima kada dvije velike lože nisu u prijateljstvu, posjećivanje nije dopušteno. Razlozi za uskraćivanje ili povlačenje priznanja mogu biti raznoliki, ali najčešći uključuju pitanja isključive nadležnosti i regularnosti.

#### Isključiva nadležnost
Isključiva nadležnost (Exclusive Jurisdiction) je načelo prema kojem se u pravilu priznaje samo jedna velika loža unutar određenog zemljopisnog područja. Kada dvije velike lože polažu pravo na istu nadležnost, ostale velike lože moraju odlučiti koju će priznati, pri čemu izbor nije uvijek jedinstven. Na primjer, 1849. godine Velika loža Države New York podijelila se na dvije suparničke frakcije, od kojih je svaka tvrdila da je legitimna. Druge velike lože bile su prisiljene odabrati jednu od njih dok se spor konačno nije riješio. Međutim, isključiva nadležnost može se suspendirati u slučajevima kada dvije velike lože koje djeluju na istom području međusobno priznaju legitimnost i pristanu dijeliti nadležnost. Primjer toga je Velika loža Connecticuta koja dijeli prijateljski odnos s Prince Hall velikom ložom Connecticuta, omogućujući da obje budu priznate od strane drugih velikih loža. Slično, u Njemačkoj su se pet različitih velikih loža formalno ujedinile pod jednom velikom ložom kako bi stekli međunarodno priznanje.
Koncept isključive nadležnosti u Sjedinjenim Državama bio je značajno izazvan rastućim priznavanjem velikih loža Prince Halla, masonskog sustava izvorno osnovanog za Afroamerikance. Povijesno gledano, mnoge "mainstream" ili konzervativne velike lože u SAD-u odbijale su priznati velike lože Prince Halla koje djeluju unutar istih država, pozivajući se na načelo isključive nadležnosti. Promjena je započela 1989. godine, kada je Velika loža Connecticuta priznala Veliku ložu Prince Halla iz iste države, postavljajući presedan za praksu "podijeljene nadležnosti." Ovo priznanje otvorilo je put reinterpretaciji tradicionalnog koncepta isključive nadležnosti, dopuštajući istodobno djelovanje dvije velike lože unutar istog zemljopisnog područja, pod uvjetom međusobnog priznanja i prijateljskih odnosa. Do 2024. godine većina američkih velikih loža priznala je svoje kolege iz Prince Halla, stvarajući novu normu unutar masonstva koja odražava društveni napredak, dok se istodobno zadržavaju temeljni principi regularnog slobodnog zidarstva. Ova evolucija pokazuje fleksibilnost masonskih tradicija u prilagodbi suvremenim izazovima, zadržavajući duh bratstva i zajedništva. Neke su velike lože formalizirale zajedničku nadležnost pisanjem sporazuma koji jasno definiraju uvjete i pravila zajedničkog djelovanja.

#### Regularnost
Regularnost je koncept koji se temelji na poštivanju temeljnih načela slobodnog zidarstva, uključujući međaše, pravila, uvjete za članstvo i obrede plave lože. Svaka velika loža samostalno definira što smatra regularnim, a ove definicije često se razlikuju među njima. U pravilu, svaka velika loža smatra vlastite međaše i obrede regularnima te procjenjuje druge velike lože prema tim kriterijima. Ako se razlike pokažu značajnima, velika loža može drugu proglasiti "neregularnom" i povući ili odbiti priznanje.
Regularnost je koncept koji se temelji na pridržavanju međaša slobodnog zidarstva, osnovnim uvjetima za članstvo, pravilima te obredima zanata. Svaka velika loža donosi svoju definiciju onoga što su ti međaši, odnosno, što je regularno a što neregularno (i definicije se ne moraju nužno podudarati među velikim ložama). U osnovi, svaka velika loža smatra da su njezini međaši (uvjeti, načela i obredi) regularni i procjenjivat će druge velike lože na temelju njih. Ako su razlike značajne jedna velika loža može proglasiti drugu "neregularnom" te povući ili odbiti priznanje.
Najpoznatija i najprihvaćenija načela priznavanja, utemeljena na konceptu regularnosti, definirala je Ujedinjena velika loža Engleske 1929. godine:
- Veliku ložu mora osnovati postojeća regularna velika loža ili najmanje tri regularne lože.
- Vjera u Vrhovno Biće i svetu knjigu uvjet je za članstvo.
- Kandidati prilikom inicijacije polažu zavjete na svetoj knjizi.
- Članstvo je isključivo muško, bez ikakvog odnosa s mješovitim ložama.
- Velika loža ima potpunu nadležnost nad prva tri stupnja i nije podložna drugom tijelu.
- Tijekom zasjedanja svaka loža mora imati izložen primjerak svete knjige, kutnik i šestar.
- Rasprave o politici i vjeri nisu dopuštene.
- Drevni međaši, običaji i pravila moraju se poštovati.

## Ostali stupnjevi, redovi i tijela
Plave lože nude samo tri simbolička stupnja slobodnog zidarstva. U mnogim nadležnostima unutar plavih loža dodjeljuje se i rang bivšeg ili izabranog starješine. Slobodni zidari u stupnju majstora mogu dodatno proširiti svoje masonsko iskustvo stjecanjem viših stupnjeva u pridruženim ili zasebnim tijelima, neovisno o tome podržava li njihova velika loža takve aktivnosti.
Drevni i prihvaćeni škotski obred sastoji se od 33 stupnja, uključujući tri stupnja plave lože, kojima upravlja pokrajinsko ili nacionalno Vrhovno vijeće. Ovaj obred je osobito popularan u Sjevernoj i Južnoj Americi te na kontinentalnoj Europi. U Americi, kao i u djelovima kontinentalne Europe, također je značajan i Yorčki obred, koji obuhvaća tri masonska reda: Kraljevski luk, Kriptu i Vitezove templare.
U Hrvatskoj je najzastupljeniji Škotski obred, a značajan je i također sustav Yorčkog obreda.
U Britaniji, svako masonsko tijelo upravlja svojim redom zasebno. Slobodni zidari potiču se na pridruživanje Svetom kraljevskom luku, koji je u Škotskoj i Irskoj povezan s majstorom znaka, dok je u Engleskoj potpuno odvojen. U Engleskoj je Kraljevski luk usko povezan s plavim ložama i dijeli brojne visoke časnike, uključujući Vojvodu od Kenta, koji istodobno obnaša dužnosti velikog majstora plavih loža i prvog velikog ravnatelja Kraljevskog luka. Engleski Vitezovi templari i Kriptično slobodno zidarstvo koriste urede i osoblje Velike lože majstora znaka, smještene u Mark Masons' Hallu. Drevni i prihvaćeni obred, sličan Škotskom obredu, zahtijeva od članova vjerovanje u Presveto Trojstvo i upravlja se iz središnjice u Londonu. Nasuprot tome, Rozenkrojcersko društvo u Engleskoj djeluje kao potpuno neovisna ezoterična organizacija, otvorena samo majstorima Ujedinjene velike lože Engleske.
U nordijskim zemljama prevladava Švedski obred, dok se njegova prilagođena inačica primjenjuje i u određenim dijelovima Njemačke.

## Ritual i simbolika
Slobodno zidarstvo sebe opisuje kao "prekrasan moralni sustav, obavijen alegorijom i ilustriran simbolima." Njegova simbolika, iako primarno inspirirana alatima klesara poput kutnika i šestara, libele, viska, zidarske žlice te grubih i glatkih kamenova, nije ograničena samo na njih. Svaki od ovih alata nosi moralne pouke, iako njihova interpretacija može varirati. Značenje simbola prenosi se kroz rituale, predavanja i članke, u kojima slobodni zidari dijele vlastita tumačenja i osobna razmišljanja o njihovoj važnosti.
Prema teoretičaru zapadne ezoterije Janu A. M. Snoeku, "najbolji način za opisivanje slobodnog zidarstva jest definirati ono što ono nije, a ne ono što jest." Svi slobodni zidari započinju svoje putovanje u plavoj loži kroz postupno "iniciranje," "unaprjeđenje" i "podizanje" u tri simbolička stupnja. Tijekom ovih rituala kandidatu se postupno predstavljaju masonski simboli i povjeravaju mu se zahvati, znakovi i riječi koje omogućuju prepoznavanje stupnjeva koje je dosegnuo. Ceremonije, bogate dramatičnim alegorijama, uključuju predavanja i usredotočene su na izgradnju Salomonova hrama te život, umijeće i smrt glavnog arhitekta Hirama Abiffa. Tri osnovna stupnja su "učenik," "pomoćnik" i "majstor." Iako postoje različite verzije ovih rituala, s različitim rasporedima loža i varijacijama hiramske legende, svaki slobodni zidar, bez obzira na nadležnost, može prepoznati temeljne elemente ovih obreda.
U nekim nadležnostima ključne teme svakog stupnja prikazuju se pločama za crtanje. Ove oslikane ilustracije masonskih motiva postavljaju se u loži tijekom rada na određenom stupnju i služe kao vizualna pomoć za objašnjavanje legende i simbolike kandidatu.
Ideja slobodnozidarskog bratstva vjerojatno potječe iz zakonske definicije "brata" iz 16. stoljeća kao onoga koji je dao prisegu na uzajamnu podršku drugome. Sukladno tome, slobodni zidari se zavjetuju na svakom stupnju da će podržavati i štititi svoju braću osim ako nisu prekršili zakon. U većini loža, prisega ili zavjet se polaže na svesku svetog zakona, koja god knjiga božanskog otkrivenja odgovara vjerskim uvjerenjima pojedinog člana (obično Biblija u anglo-američkoj tradiciji). U progresivnom kontinentalnom slobodnom zidarstvu dopuštene su i druge knjige pored Biblije, što je uzrok razlaza između velikih loža.

## Povijest

### Legendarne i povijesne osnove
Slobodno zidarstvo, iako dokumentirano kao organizirani pokret od 17. stoljeća, često se povezuje s mnogo starijim mitološkim i simboličkim tradicijama. Legende koje okružuju njegov nastanak obuhvaćaju biblijske i antičke izvore, kao i srednjovjekovne i renesansne tradicije. Ove priče nisu samo dio povijesne predaje već su služile kao temelji za oblikovanje identiteta slobodnih zidara i njegovih obreda.
Jedan od najčešćih mitova povezuje slobodno zidarstvo s gradnjom Salomonova hrama. Prema toj predaji, Hiram Abif, mitski majstor graditelj Hrama, postaje ključna figura masonske simbolike i rituala. Njegova smrt, prema legendi, simbolizira gubitak svetog znanja, koje slobodni zidari kroz inicijacijske stupnjeve pokušavaju ponovno pronaći. Ovaj mit, iako nema povijesne osnove, igra važnu ulogu u razvoju slobodnozidarske filozofije i moralnih učenja. Dodatno, već oko 1390. godine, Rukopis Regius, jedan od najstarijih poznatih dokumenata koji se odnosi na graditeljske cehove, spominje kako slobodno zidarstvo vuče korijene od antičkih znanstvenika poput Euklida i Pitagore, utemeljitelja geometrije. Ovi su mislioci smatrani ključnim osobama u prijenosu znanja o proporcijama, arhitekturi i simbolizmu, što je kasnije ugrađeno u slobodnozidarske rituale i vjerovanja.
U 18. stoljeću pojavile su se teorije koje slobodno zidarstvo povezuju s vitezovima i templarima. Vitez Ramsay, škotski slobodni zidar, u svom govoru iz 1736. godine istaknuo je vezu između slobodnih zidara i viteških redova, tvrdeći da je bratstvo nastalo iz viteških zavjeta i tradicija. Iako povijesni dokazi ne potvrđuju ovu tvrdnju, ona je utjecala na oblikovanje kasnijih masonskih sustava stupnjeva, poput Škotskog obreda, koji uključuje templarske simbole i reference. Sredinom 19. stoljeća, s obnovljenim interesom za srednjovjekovnu arhitekturu, masonske legende dodatno su se povezale s gotičkim katedralama i njihovim graditeljima. Smatralo se da su srednjovjekovni klesari, koji su gradili velike europske katedrale, prenijeli svoje znanje i simboliku kroz tajna društva, što je osnažilo predodžbu o kontinuitetu između operativnog i spekulativnog slobodnog zidarstva.
Ove legende i mitovi, iako povijesno neprovjerljivi, odigrali su ključnu ulogu u oblikovanju slobodnozidarskog identiteta i simbolike. Kroz njih je slobodno zidarstvo postalo više od običnog bratstva – razvilo se u filozofski i moralni sustav koji se oslanja na alegorije, simbole i inicijacijske stupnjeve kako bi prenijelo svoje vrijednosti budućim generacijama.

### Osnivanje prvih loža i velikih loža
Formiranje prvih masonskih loža, koje su se razlikovale od tradicionalnih cehova građevinskih obrtnika, odvijalo se postupno tijekom 16. i 17. stoljeća. Prvi dokumentirani dokazi o postojanju spekulativnih zidari – osoba koje nisu bile obrtnici, ali su se pridružile bratstvu iz filozofskih i društvenih razloga – pojavljuju se u Škotskoj. Primjerice, zapisnici Lože "Marijina kapela" u Edinburghu iz 1598. godine pokazuju kontinuitet između operativnih i spekulativnih članova.
Uoči Ivanja 24. lipnja 1717. godine, četiri londonske lože sastale su se i osnovale Veliku ložu Londona i Westminstera, koja će kasnije postati poznata kao Velika loža Engleske. Ovo je bio prvi pokušaj centralizirane regulacije slobodnog zidarstva, što je omogućilo ujednačavanje rituala i obreda. Tijekom sljedećih desetljeća, Velika loža Engleske preuzela je vodeću ulogu u širenju slobodnozidarske tradicije diljem Europe i svijeta. Ubrzo su osnovane i druge velike lože, poput Velike lože Irske (1725.) i Velike lože Škotske (1736.), koje su pomogle u definiranju masonskih pravila i hijerarhije. Između 1730. i 1750. godine, Velika loža Engleske uvela je nekoliko značajnih promjena koje nisu bile prihvatljive svim ložama. Kao odgovor, 1751. godine osnovana je suparnička Drevna velika loža Engleske, koja je tvrdila da održava starije tradicije i odbacila promjene koje je prihvatila Velika loža Engleske. Kako bi uvrijedili svoje protivnike, članovi Drevne velike lože prozvali su prvu Veliku ložu "Modernima" – termin koji su kasnije preuzeli povjesničari kako bi razlikovali ova dva tijela. Ove su dvije velike lože nastavile nadmetanje sve do 27. prosinca 1813. godine, kada su postigle kompromis i ujedinile se u Ujedinjenu veliku ložu Engleske.
Osim u Britaniji, slobodnozidarski pokret brzo se proširio i na kontinent. Francuska, gdje je prva velika loža osnovana 1738. godine, postala je jedno od središta slobodnog zidarstva u 18. stoljeću, a iz nje su potekli neki od najutjecajnijih obreda i sustava stupnjeva. Također, osnivaju se prve lože i u drugim dijelovima europskog kontinenta, u Rusiji (1717.), Belgiji (1721.), Španjolskoj (1728.), Italiji (1733.) i Njemačkoj (1736.).
Najstarije poznate masonske lože u Sjevernoj Americi nalazimo u Pennsylvaniji. Već 1715. godine, dvije godine prije osnivanja prve velike lože u Londonu, časnik luke Pennsylvanije, John Moore, zapisao je kako je prisustvovao sastancima loža u toj koloniji. Velika loža Engleske imenovala je 1731. godine prvog pokrajinskog velikog majstora za Sjevernu Ameriku sa sjedištem u Pennsylvaniji, što je kasnije dovelo do osnivanja Velike lože Pennsylvanije.

### Teološki raskol
Bilo je razdoblje kada su Veliki orijent Belgije, Veliki orijent Francuske i anglo-američke velike lože međusobno priznavali svoje lože. Međutim, dolazi do prekida prijateljskih odnosa među njima zbog neslaganja oko primanja nevjernika u redove slobodnih zidara.
U Belgiji je sukob između Katoličke Crkve i slobodnih zidara doveo do toga da je Veliki orijent Belgije još 1875. uklonio svako spominjanje Velikog Graditelja iz svojih obreda i dokumenata.
U Francuskoj, gdje je Katolička Crkva, tada dominantna institucija, snažno osuđivala i slobodno zidarstvo i republikanske institucije, Veliki orijent Francuske 1877. godine ukinuo je obvezu vjere u Boga i besmrtnost duše za svoje članove. Deset godina kasnije, referenca na Velikog Graditelja postala je neobavezna u ritualima, a velik dio obreda očišćen je od simbola i učenja povezanih s judeokršćanskom transcendencijom. Kao posljedica ovih promjena, Ujedinjena velika loža Engleske, nakon nekoliko pokušaja posredovanja, proglasila je Veliki orijent Francuske neregularnim na globalnoj razini.

### Evolucija glavnih grana
Uklanjanje obveze vjere u Boga kao i svako spominjanje Velikog Graditelja nije bilo opće prihvaćeno unutar francuskog slobodnog zidarstva. Godine 1894. lože koje su željele zadržati spomenute elemente osnovale su Veliku ložu Francuske. Do 1913. godine, Ujedinjena velika loža Engleske priznala je još jedno francusku nadležnost, Nacionalnu veliku ložu Francuske, koje je održavalo regularnu praksu, uključujući obvezno vjerovanje u Vrhovno Biće.
Moderno slobodno zidarstvo obuhvaća dvije glavne grane, koji oblikuju praksu diljem kontinentalne Europe:
- Regularna, odnosno tradicionalna, grana najraširenija je u svijetu. U nju spadaju prvenstveno one nadležnosti koje se smatraju "regularnima", odnosno one koje se oslanjaju na Stare dužnosti, koji su tijekom vremena kodificirane u različitim popisima pravila ili međaša.[68] Glavna karakteristika ove grane jest to što je isključivog muškog članstva te što se suzdržava od rasprave o političkim i religijskim temama.[69]
  - Regularne nadležnosti – Brojčano je najzastupljenija i obuhvaća sve velike lože koje međusobno priznaju svoju regularnost te ih priznaju i Ujedinjena velika loža Engleske, Velika loža Irske i Velika loža Škotske. Ujedinjena velika loža Engleske se smatra "majkom ložom" svih regularnih nadležnosti. Iako ne djeluje izravno na međunarodnoj razini, ima ključnu ulogu u priznavanju, odbijanju ili povlačenju priznanja drugim ložama. Pridržava se i osigurava poštivanje Osnovnih načela za prepoznavanje velike lože koje je napisala 1929. godine.[67][15]
  - Tradicionalne nadležnosti – Iako poštuju Stare dužnosti, nisu priznate od strane regularne skupine iz različitih razloga. Neki od tih razloga uključuju preferenciju neke druge velike lože u istoj zemlji ili odbijanje priznavanja pojedinih velikih loža koje prakticiraju vjersku segregaciju (kao što je slučaj s isključivo kršćanskim Švedskim sustavom u Skandinaviji). Ove nadležnosti su od 2000. godine povezane na europskoj, a od 2013. i na međunarodnoj razini pod okriljem CIGLU-a, gdje je Velika loža Francuske najvažniji predstavnik i autoritet.
- Liberalna,[70] odnosno kontinentalna, koja se ponekad naziva i "adogmatskom", grana ne nameće nikakva specifična vjerovanja i otvorena je prema ateistima, a i ženama je dopušteno članstvo. Ova grana odbija priznati tradicionalne vrijednosti slobodnih zidara. 
  - Kontinentalne nadležnosti – Obuhvaća velike lože koje su uklonile neka, ili sva, ograničenja propisana Starim dužnostima, prije svega vjerovanje u Vrhovno Biće. Ove nadležnosti su od 1961. godine povezane na europskoj međunarodnoj razini pod okriljem CLIPSAS-a. Najstarija nadležnost unutar ove grane je Veliki orijent Francuske koji je osnovan 1773. godine i koji od 2010. godine u članstvo prima i žene.
  - Mješovite nadležnosti – Obuhvaća velike lože u kojima zajednički rade muškarci i žene. Prva mješovita velika loža osnovana je 1893. godine i danas djeluje pod okriljem Međunarodnog reda "Le Droit Humain". Nakon što su kontinentalne velike lože dopustile članstvo ženama izjednačila su se ova dva pravca.
  - Ženske nadležnosti – Obuhvaća velike lože u kojima rade isključivo žene. Najstarija nadležnost unutar ove grane je Velika ženska loža Francuske koja je osnovana 1952. godine i koja je najvažniji predstavnik i autoritet. Od 1982. godine povezane su u CLIMAF-u, kao i od 2010. u FAMAF-u.

Izraz "kontinentalno slobodno zidarstvo" prvi se put pojavio u Mackeyjevoj Enciklopediji slobodnog zidarstva iz 1873. godine, gdje se koristio za označavanje loža u kontinentalnoj Europi koje su zadržale mnoge običaje koji su napušteni ili nikada nisu postojali u ložama Engleske, Irske, Škotske i Sjedinjenih Američkih Država. Danas se taj izraz najčešće koristi za opisivanje adogmatskih nadležnosti, poput Velikog orijenta Francuske.

### Slobodno zidarstvo i žene
Status žena u srednjovjekovnim cehovima i obrtima klesara ostaje nejasan. Načelo femme sole omogućavalo je udovicama da nastave obrt svojih muževa, no njegova je primjena varirala od mjesta do mjesta. U nekim su slučajevima žene mogle postati punopravne članice ceha, dok su u drugima smjele obavljati samo ograničene poslove uz odobrenje cehovskih tijela. Dostupni dokazi sugeriraju da su žene u zidarstvu imale minimalna prava i ograničene mogućnosti sudjelovanja.
Početkom ere velikih loža, tijekom 1720-ih, James Anderson sastavio je prve tiskane statute slobodnih zidara, koji su kasnije postali temelj za većinu slobodnozidarskih statuta. Ti su dokumenti izričito isključivali žene iz slobodnog zidarstva. Međutim, s rastom ovog pokreta, žene su počele sudjelovati u tzv. ložama posvojenja, u koje su ih primali njihovi supruzi – slobodni zidari s europskog kontinenta. Ove lože prakticirale su tri stupnja s istim nazivima kao i muške lože, ali s drugačijim sadržajem. Francuska je službeno napustila ovaj koncept početkom 19. stoljeća, dok su kasnije u Sjedinjenim Američkim Državama nastale slične organizacije, no s odvojenim nazivima stupnjeva.
Godine 1882. Maria Deraismes postala je prva žena inicirana u slobodno zidarstvo, ali je ubrzo napustila ložu kako bi joj omogućila povratak pod okrilje svoje velike lože. Nakon neuspješnih pokušaja da osigura priznanje bilo koje masonske vlasti, zajedno s Georgesom Martinom osnovala je prvu mješovitu veliku ložu, Veliku simboličku škotsku loža "Ljudsko pravo", koja je radila prema masonskim obredima. Annie Besant proširila je ovu praksu na englesko govorno područje. Međutim, nesuglasice oko obreda dovele su do osnivanja isključivo ženskih velikih loža u Engleskoj, koje su se kasnije proširile i na druge zemlje.
U Francuskoj je 1901. godine pod pokroviteljstvom Velike lože Francuske ponovno uveden koncept loža posvojenja, ovaj put isključivo za žene, no one su ponovno bile odbačene 1935. godine. Unatoč tome, lože su nastavile s radom, što je 1952. dovelo do osnivanja Velike ženske lože Francuske, a u kasnijim godinama i drugih ženskih velikih loža koje prakticiraju kontinentalno slobodno zidarstvo.
Ujedinjena velika loža Engleske je 1999. dala izjavu u kojoj priznaje da su dvije velike ženske lože – Red slobodnih zidarica i Časno bratstvo drevnih slobodnih zidara – regularne u svemu osim po pitanju članstva. Iako ih formalno ne priznaje kao regularne velike lože, smatra ih ravnopravnim partnerima u širenju slobodnozidarskih vrijednosti. Ove tri velike lože su 2024. godine formirale Vijeće za slobodno zidarstvo Engleske i Walesa s ciljem uspostave službene suradnje između muških i ženskih velikih loža zadržavajući svoju eksluzivnost.

### Hrvatska
Slobodno zidarstvo se u Hrvatskoj pojavljuje u drugoj polovici 18. stoljeća, kada ga uvode časnici koji su sudjelovali u Sedmogodišnjem ratu. Prva hrvatska loža osnovana je na teritoriju Vojne krajine, 1759. godine u Glini, pod nazivom "Ratno prijateljstvo". Prva hrvatska velika loža utemeljena je 1775. godine u dvorcu Brezovica kraj Zagreba. Najzaslužniji za pojavu organiziranoga slobodnog zidarstva u Hrvatskoj bio je grof Ivan Drašković.
U Zagrebu je 1932. godine utemeljena prva mješovita loža u Hrvatskoj.

## Kritike i protivljenja
Slobodno zidarstvo bilo je predmetom brojnih kritika i protivljenja, pri čemu su razlozi varirali ovisno o vremenskom razdoblju i zemljopisnom kontekstu. Te se kritike mogu podijeliti u tri glavne kategorije, prema kronološkom redoslijedu njihova pojavljivanja:
- religijske kritike,
- političke kritike,
- skandali povezani s poslovnim svijetom.

Neki autori koriste izraz "masonofobija", iako se ova protivljenja najčešće svrstavaju pod opći pojam antimasonerija. Poznata i kao antimasonstvo, definira se kao "protivljenje slobodnom zidarstvu", no ne postoji jedinstven i homogen antimasonski pokret. Naprotiv, antimasonstvo obuhvaća širok spektar kritika koje dolaze iz različitih, pa čak i međusobno suprotstavljenih skupina, koje na neki način gaje neprijateljstvo prema slobodnim zidarima. Među kritičarima nalaze se vjerske i političke skupine, kao i teoretičari urota, osobito oni koji zagovaraju ideje o masonskim urotama ili judeomasonskoj uroti. Određeni istaknuti protivnici slobodnog zidarstva, poput Neste Helen Webster, isključivo su kritizirali kontinentalno slobodno zidarstvo, dok su regularno slobodno zidarstvo smatrali časnim bratstvom.
Razna razotkrivanja slobodnih zidara pojavljuju se još od 18. stoljeća, no često su lišena konteksta, zastarjela ili čak u potpunosti izmišljena, kao što je bio slučaj s Taxilovom prijevarom. Takve lažne tvrdnje i "izvještaji" često su korišteni kao temelj za kritike slobodnog zidarstva, najčešće vjerske ili političke naravi, ili su proizašli iz sumnji u neku vrstu koruptivne urote.

### Religijske kritike
Slobodno zidarstvo je otvoreno pripadnicima svih religija i od svojih početaka nije postavljalo vjerske prepreke za članstvo. Unatoč tome, kroz povijest se suočavalo s kritikama koje su dolazile iz različitih organiziranih religija i teokratskih država. Te su kritike varirale ovisno o zemlji i specifičnim vjerskim i masonskim praksama, no moguće je prepoznati nekoliko zajedničkih obrazaca. Smatrali su slobodno zidarstvo konkurencijom vjeri ili su njegove stavove i obrede doživljavale kao heterodoksne. Osim toga, kroz stoljeća je bilo meta brojnih teorija urota koje ga prikazuju kao okultnu i zlokobnu silu, tvrdeći da iza njega stoji tajna moć s mračnim ciljevima.

#### Kršćanstvo i slobodno zidarstvo
Od samih početaka, različite kršćanske denominacije zauzimale su negativan stav prema slobodnom zidarstvu, pri čemu su neke zabranjivale ili odvraćale svoje članove od pripadnosti masonskim ložama. Najdužu povijest protivljenja slobodnom zidarstvu ima Katolička Crkva, koja mu zamjera promicanje naturalističke deističke religije, nespojive s crkvenim naukom. Više od 600 papinskih dokumenata osuđuje slobodno zidarstvo, počevši od bule In eminenti Apostolatus Specula pape Klementa XII. iz 1738. godine, pa sve do izričite potvrde pape Franje u pismu Dikasterija za nauk vjere 13. studenoga 2023. godine.
Osudu slobodnog zidarstva preuzelo je nekoliko nasljednika Klementa XII., uključujući pape Benedikta XIV. u apostolskoj konstituciji Providas Romanorum (1751.), Pija IX. u govoru Multiplices inter (1865.) i Lava XIII. u enciklici Humanum genus (1884.). Papa Pio IX. o slobodnom zidarstvu 1865. godine piše kao o jednoj zloćudnoj, lažljivoj i izopačenoj organizaciji koja škodi kako vjeri, tako i društvu, te osuđuje (iznova) "masonska i druga slična udruženja, koja razlikujući se samo u vanjskom izgledu stalno kuju zavjere protiv Crkve i zakonitih vlasti". Papa Lav XII. 1884. godine kaže: "Postoje različite sekte, koje se doduše razlikuju po imenu, obredima, formi i podrijetlu, ali su ipak ujedinjene prema zajedničkim ciljevima i sličnosti svojih glavnih principa u tome da su zapravo jedno s masonskom sektom, koja je za sve njih svojevrsni centar iz kojega sve potječu i u koji se sve one vraćaju." Glavni cilj slobodnog zidarstva prema Lavu XIII. je "svrgavanje čitavog vjerskog, političkog i socijalnog reda utemeljenog na kršćanskim osnovama i uspostavljanje novog poretka sukladnog njihovim vlastitim idejama i utemeljenog na njegovim principima i zakonima čistog naturalizma".
Zakonik kanonskog prava iz 1917. godine izričito je navodio da članstvo u slobodnom zidarstvu povlači automatsku ekskomunikaciju te zabranjuje knjige koje ga promiču. Iako novi Zakonik kanonskog prava iz 1983. godine nije eksplicitno naveo slobodnozidarske organizacije među zabranjenim tajnim društvima, jasno je propisano da svatko tko pristupi udruzi koja djeluje protiv Crkve podliježe pravednoj kazni, a oni koji ga promiču ili preuzmu vodeće uloge bivaju podvrgnuti interdiktu. Ova izmjena dovela je do nesporazuma među katolicima i slobodnim zidarima, pri čemu su neki smatrali da je zabrana ukinuta, osobito nakon Drugog vatikanskog sabora. No, kardinal Joseph Ratzinger (kasnije papa Benedikt XVI.), kao pročelnik Kongregacije za nauk vjere, razjasnio je stav Crkve u Deklaraciji o masonskim udrugama, gdje se navodi da su principi slobodnog zidarstva i dalje nespojivi s katoličkim naukom te da su katolici koji se pridruže masonskim ložama u stanju teškog grijeha i ne smiju primati svetu pričest. Papa Franjo je 2023. godine ponovno potvrdio ovu zabranu, istaknuvši "nepomirljivost između katoličke doktrine i slobodnog zidarstva", pozivajući se na Zakonik kanonskog prava iz 1983. te smjernice Filipinske biskupske konferencije iz 2003. godine.
S druge strane, slobodno zidarstvo nikada nije imalo službeni stav protiv primanja katolika u svoje redove. Velike lože priznate od Ujedinjene velike lože Engleske odbacuju tvrdnje Katoličke Crkve, tvrdeći da slobodno zidarstvo nije religija niti zamjena za religiju. Pored toga, 2020. godine je predstavljena knjiga Loža i oltar austrijskog svećenika Michaela Heinricha Weningera, suradnika u Papinskom vijeću za međureligijski dijalog, koja objašnjava zašto je moguće istovremeno biti katolik i slobodni zidar.
Za razliku od katoličkih optužbi o racionalizmu i naturalizmu, protestantske kritike slobodnog zidarstva češće se temelje na optužbama za misticizam, okultizam i čak sotonizam. U tom kontekstu često se spominje Albert Pike, čija se djela nerijetko citiraju ili čak pogrešno tumače u antimasonskim protestantskim krugovima. No, Pike nije bio službeni glasnogovornik slobodnog zidarstva, a njegovi su spisi predstavljali osobno mišljenje, oblikovano krajem 19. stoljeća unutar južnjačke masonske tradicije SAD-a. Njegova vlastita velika loža u predgovoru njegove knjige čak dodaje napomenu da njegovi stavovi nisu službeni stavovi slobodnog zidarstva.
Unutar protestantizma, Južna baptistička konvencija je 1993. godine objavila izvještaj koji navodi da su određeni aspekti slobodnog zidarstva nespojivi s kršćanstvom, dok su drugi prihvatljivi, zaključivši da je pristupanje loži stvar osobne savjesti. Međutim, pitanje slobodnog zidarstva ostalo je kontroverzno unutar konvencije, a James L. Holly i Gary Leazer iznijeli su suprotstavljene stavove o njegovom utjecaju unutar Južne baptističke konvencije.
Osnivač Slobodne metodističke Crkve B.T. Roberts bio je jedan od najoštrijih kritičara slobodnog zidarstva u 19. stoljeću. Smatrao je da se bog lože razlikuje od Boga Biblije te da je slobodno zidarstvo alternativa ili suparnička religija. Njegova Crkva i danas zabranjuje svojim članovima pridruživanje tajnim društvima.
Unatoč ranijoj povezanosti anglikanskog klera sa slobodnim zidarima – čak su i neki biskupi Engleska crkva bili slobodni zidari – u posljednjim desetljećima unutar anglikanske zajednice raste skepticizam prema slobodnom zidarstvu, osobito s jačanjem evangeličkog krila. Bivši nadbiskup Canterburyja Rowan Williams bio je kritičan prema masonskim obredima, iako je kasnije pokušao izbjeći izravnu konfrontaciju. Godine 2003. ispričao se britanskim masonima slobodnim zidarima što ih je nazvao nespojivima s kršćanstvom te priznao da je dok je bio biskup Monmoutha sprječavao njihovo imenovanje na visoke crkvene položaje.
Pravoslavna Crkva također ima negativan stav prema slobodnom zidarstvu. Grčka pravoslavna Crkva je 1933. godine proglasila da slobodno zidarstvo predstavlja čin otpada od vjere te da masoni ne mogu pristupiti sakramentima dok se ne pokaju. Sličan stav usvojile su i druge pravoslavne crkve, tvrdeći da je slobodno zidarstvo tajna organizacija koja veliča racionalizam i gaji mistične elemente nespojive s kršćanstvom.
U određenim religijskim tradicijama elementi slobodnog zidarstva integrirani su u obredne prakse, među kojima se ističe Crkva Isusa Krista svetaca posljednjih dana (poznata kao Mormonska crkva). Iako neki smatraju da su sličnosti između ove vjerske zajednice i slobodnog zidarstva ograničene isključivo na nazivlje, povijesne činjenice ukazuju na dublju povezanost. Osnivač mormonizma, Joseph Smith, postao je slobodni zidar 1842. godine, a isto su učinili i mnogi njegovi najbliži suradnici. Uz to, postoje znatne sličnosti između masonskih rituala i obreda koji se izvode u mormonskim hramovima. Od 1925. do 1984. godine Velika loža Utaha, savezne države s većinskim mormonskim stanovništvom, zabranjivala je mormonima pristup slobodnom zidarstvu, dok takvih ograničenja u drugim dijelovima svijeta nije bilo. Nakon ukidanja zabrane, mnogi mormoni u Utahu postali su visoko rangirani članovi masonskih loža, iako vodstvo njihove vjerske zajednice ne potiče takvo članstvo.
Unatoč kritikama, slobodno zidarstvo ustraje na tome da nije religija niti zamjena za vjeru. Neki kršćani, obeshrabreni od strane svojih crkava da se pridruže slobodnim zidarima ili tražeći religioznije bratstvo, osnovali su slične organizacije, poput Kolumbovih vitezova i Viteza Petra Klavera za katolike te Carski veliki crni kapitel Britanskog Commonwealtha za protestante. Iako su te organizacije oblikovane po uzoru na slobodno zidarstvo i koriste neke njegove simbole, one su usmjerenije na vjersku pripadnost.

#### Islam i slobodno zidarstvo
Iako su islamske kritike slobodnog zidarstva rijetke i povijesno novijeg datuma, povremeno su bile vrlo oštre. Jedan od najistaknutijih primjera takvog protivljenja dogodio se 15. srpnja 1978. godine, kada je Islamski kolegij Sveučilišta Al-Azhar u Kairu izdao fetvu kojom se muslimanima formalno zabranjuje pridruživanje masonskim ložama. Međutim, mnoge zemlje s muslimanskom tradicijom, poput Maroka i Turske, nisu ovu fetvu uvrstile u svoje zakonske okvire i slobodno zidarstvo u tim državama nastavlja djelovati.
Povijesno gledano, prvi značajniji islamski otpor slobodnom zidarstvu potječe iz Osmanskog Carstva, kada je sultan Mahmud I. 1748. godine zabranio slobodno zidarstvo, poistovjećujući ga s ateizmom. Taj stav prema slobodnim zidarima kao nevjernicima proširio se i na širi islamski svijet.
Brojne islamske kritike slobodnog zidarstva povezane su s antisemitskim teorijama urote, iako postoje i druge optužbe, poput tvrdnji da je slobodno zidarstvo povezano s Dadžalom (lažnim Mesijom u islamskim spisima). Egipatsko-sirijski islamski teolog Rašid Rida odigrao je ključnu ulogu u širenju antimasonskog sentimenta početkom 20. stoljeća. Pod njegovim utjecajem, islamski protivnici slobodnog zidarstva tvrdili su da ono promiče interese Židova diljem svijeta i da mu je jedan od ciljeva uništenje kompleksa džamije al-Aksa radi obnove Salomonovog hrama u Jeruzalemu. Kroz svoj panislamski časopis Al-Manar, Rida je širio antimasonske ideje koje su kasnije utjecale na Muslimansko bratstvo i druge islamističke pokrete, uključujući Hamas. U članku 28. svog statuta, Hamas izričito navodi da slobodno zidarstvo, Rotary klubovi i slične organizacije "rade u interesu cionizma i prema njegovim uputama."
Stavovi prema slobodnom zidarstvu razlikuju se među muslimanskim državama. Dok su ga neke zemlje zabranile, u drugima slobodni zidari legalno djeluju. Velika loža Turske i Regularna velika loža Kraljevine Maroko djeluju u svojim državama, dok npr. u Maleziji i Libanonu postoje pokrajinske velike lože pod pokroviteljstvom priznatih velikih loža. Također, libanonske velike lože su članice međunarodnih saveza kao što su CLIPSAS i Unija masona Mediterana. Nasuprot tome, u Pakistanu je 1972. godine tadašnji premijer Zulfikar Ali Buto zabranio slobodno zidarstvo, a masonske zgrade zaplijenila je vlada.
U Iraku su masonske lože postojale još od 1917. godine, kada je otvorena prva loža pod okriljem Ujedinjene velike lože Engleske (UGLE). Do 1950-ih godina u Iraku je djelovalo devet loža pod Englezima, dok je prva loža pod okriljem Velike lože Škotske osnovana je 1923. godine. Međutim, situacija se promijenila nakon revolucije te su sve lože zatvorene 1965. godine. Ta zabrana dodatno je učvršćena za vrijeme vladavine Sadama Huseina, kada je smrtna kazna propisana za osobe koje "promicanje ili veličanje cionističkih načela, uključujući slobodno zidarstvo, ili povezivanje s cionističkim organizacijama."

### Političke kritike
Slobodno zidarstvo često je bilo meta napada katoličkih političkih stranaka, krajnje desnice, antisemitskih i antiparlamentarnih skupina, komunista te onih koji su jednostavno bili antimasonski nastrojeni. Ti su napadi često poprimali oblik optužbi za "masonsku urotu". Totalitarni režimi su ga redovito zabranjivali, smatrajući ga prijetnjom svojoj vlasti. 
I danas slobodno zidarstvo nailazi na izrazito negativan stav među pripadnicima krajnje desnice i ljevice. S druge strane, mnoge velike lože diljem svijeta ne dopuštaju pristup osobama koje su izražavale ekstremističke stavove, smatrajući ih nespojivima s temeljnim načelima slobodnog zidarstva.

#### Povijesne zabrane i politički pritisci
Vođa ugarsko-hrvatske "jakobinske" urote i slobodni zidar, Ignjat Martinović nastojao je uspostaviti federativnu Ugarsku Republiku prema uzoru na Francusku revoluciju, no uhićen je 1794. godine. U istrazi su pod sumnju došli i hrvatski slobodni zidari. Martinović i njegovi suradnici pogubljeni su 1795., a car Franjo II. ubrzo je zabranio slobodno zidarstvo u cijeloj Habsburškoj Monarhiji.
Godine 1799. slobodno zidarstvo u Engleskoj gotovo je prestalo s djelovanjem zbog proglasa Parlamenta Velike Britanije. Kao odgovor na Francusku revoluciju, Zakon o nezakonitim društvima zabranio je okupljanje svih organizacija koje su zahtijevale od svojih članova polaganje prisege. No, nakon intervencije velikih majstora dviju tadašnjih velikih loža (prva Velika loža Engleske i Drevna velika loža Engleske) kod premijera Williama Pitta, slobodno zidarstvo je izuzeto iz zakona, pod uvjetom da svaka loža jednom godišnje dostavlja popis svojih članova lokalnim vlastima. Ova obveza ostala je na snazi sve do 1967. godine, kada ju je Parlament Ujedinjenog Kraljevstva ukinuo.
U Sjedinjenim Državama slobodno zidarstvo se suočilo s političkim napadima nakon Morganove afere 1826. godine, kada je William Morgan, kritičar slobodnog zidarstva, otet i nestao pod sumnjivim okolnostima. Ovaj događaj, zajedno s protivljenjem "jacksonijanskoj demokraciji" (s obzirom na to da je tadašnji predsjednik Andrew Jackson bio istaknuti slobodni zidar), potaknuo je nastanak kratkotrajne Antimasonske stranke, koja je čak sudjelovala na predsjedničkim izborima 1828. i 1832. godine.
U Italiji je slobodno zidarstvo postalo povezano sa skandalom Lože "Propaganda Due" (P2). Ova loža, osnovana 1877. godine, prvotno je služila slobodnim zidarima koji su bili spriječeni pohađati vlastite lože, no pod vodstvom Licioa Gellija tijekom 1970-ih postala je središte financijskih i političkih skandala, uključujući slučajeve povezane s gotovo bankrotiranjem Vatikanske banke. U tom trenutku loža je već djelovala neregularno, budući da joj je Veliki orijent Italije 1976. godine oduzeo službeno pokroviteljstvo.

#### Teorije urota i percepcija u modernom društvu
Slobodno zidarstvo dugo je bilo povezano s teorijama urota koje tvrde da je ono tajna sila koja teži globalnoj dominaciji ili da je već skriveno preuzelo kontrolu nad svjetskom politikom. Takve su optužbe dolazile iz različitih ideoloških smjerova – od krajnje desnice, poput nacističke Njemačke, do krajnje ljevice, uključujući bivše komunističke države istočne Europe.
Nepovjerenje prema slobodnom zidarstvu prisutno je čak i u nekim suvremenim demokracijama. U Ujedinjenom Kraljevstvu, primjerice, od 1999. do 2009. godine suci i policijski službenici morali su prijaviti svoje članstvo u masonskim ložama. Iako parlamentarna istraga nije pronašla dokaze o bilo kakvom nezakonitom djelovanju, vlada je smatrala da bi moguća masonska lojalnost trebala biti transparentna za javnost. Pravilo je ukinuto 2009. godine nakon što je tadašnji ministar pravosuđa Jack Straw izjavio da je takva obveza neproporcionalna, s obzirom na to da nije pronađen nijedan slučaj korupcije ili zlouporabe moći povezan s slobodnim zidarima u pravosuđu.
U Francuskoj slobodno zidarstvo istovremeno bilježi rast broja članova i oštre kritike u popularnim medijima, što ga čini i uspješnim i kontroverznim društvenim fenomenom.
U nekim državama antimasonski stavovi povezani su s antisemitizmom i anticionizmom. Primjerice, 1980. godine režim Saddama Husseina izmijenio je irački kazneni zakon, proglašavajući kaznenim djelom "promicanje ili veličanje cionističkih načela, uključujući slobodno zidarstvo, ili povezivanje s cionističkim organizacijama". Profesor Andrew Prescott sa Sveučilišta u Sheffieldu ističe da su antisemitizam i antimasonstvo često isprepleteni još od vremena Protokola Sionskih mudraca, te da su tvrdnje o navodnoj cionističkoj zavjeri iza napada 11. rujna 2001. godine često bile popraćene optužbama o umiješanosti masonskog svjetskog poretka.

#### Politički progoni
U nekim monarhijama slobodno zidarstvo je bilo zabranjeno iz političkih razloga. Dok su progoni slobodnih zidara u Španjolskoj 1740. i u Portugalu 1744. vjerojatno imali pretežno vjersku pozadinu, oni iz 19. stoljeća u Španjolskoj povezani su s političkim previranjima, osobito s podrškom mnogih slobodni zidar borbi za neovisnost španjolskih kolonija u Južnoj Americi.
Unatoč tome što su neki poznati komunisti, poput Marcela Cachina i Andréa Martyja u Francuskoj, bili slobodni zidari u određenim razdobljima svojih života, od 1920-ih godina komunističke partije većinom su osuđivale slobodno zidarstvo, smatrajući je nositeljem buržoaske ideologije. Komunističke države zabranile su slobodno zidarstvo, tvrdeći da je povezano s "imperijalističkim svijetom" i da izmiče kontroli komunističkih partija.
Godine 1922. boljševici su proglasili pripremu za svjetsku revoluciju i smatrali da članstvo u masonskoj loži podrazumijeva "klasnu suradnju s buržoazijom", što je za njih bilo "kontrarevolucionarno". Boljševički teoretičar Lav Trocki čak je pisao: "Slobodno zidarstvo je rana na tijelu francuskog komunizma koju treba spaliti užarenim željezom", zahtijevajući od Francuske komunističke partije da svojim članovima slobodnim zidarima naloži izlazak iz loža. Zanimljivo, jedina komunistička zemlja koja nije zabranila slobodno zidarstvo bila je Kuba. Međutim, slobodne zidare se smatralo sumnjivima i nisu imali pristup državnim poslovima. Unatoč tome, Velika loža Kube nastavila je djelovati, čak i nakon što su njezini prethodne vođe emigrirale i osnovale Veliku ložu Kube u egzilu na Floridi.
U nacističkoj Njemačkoj progon slobodnih zidara započeo je 1933. godine. Od približno 70.000 članova i 600 loža, većina ih je pokušala opstati prilagođavanjem novom režimu, ali su sve lože konačno raspuštene 17. kolovoza 1935. godine. Procjenjuje se da je velik broj slobodnih zidara ubijen u Drugom svjetskom ratu, iako su mnogi progonjeni i zbog drugih ideoloških razloga ili sudjelovanja u pokretima otpora. Jedan od simbola masonskog otpora nacizmu bio je Loža "Draga sloboda" (Loge Liberté chérie), osnovana unutar koncentracijskog logora Esterwegen, koja je djelovala gotovo godinu dana.
Godine 1948. Ujedinjena velika loža Njemačke usvojila je plavi cvijet potočnicu kao simbol sjećanja na sve koji su patili zbog svoje povezanosti sa slobodnim zidarstvom, osobito tijekom nacističkog režima.

#### Suvremene političke kontroverze
U nekim zemljama velike lože aktivno sudjeluju u političkim raspravama, što ih često dovodi u sukob s vlastima. Primjeri su Belgija i Francuska, gdje su slobodni zidari igrali ulogu u raspravama o sekularizmu i zakonima o kontracepciji.
U državama s teokratskim ili jednostranačkim režimima, poput islamskih država i komunističkih režima Dalekog istoka, slobodno zidarstvo je zabranjeno. U drugim zemljama, poput Poljske, Mađarske, Rusije, Turske, Maroka i Brazila, tolerira se, ali uz uvjet da se ne bavi političkim ili etičkim pitanjima koja bi mogla dovesti u pitanje odluke vlasti.

### Kritike i skandali povezani s poslovnim svijetom
Neki smatraju da je slobodno zidarstvo zapravo samo široka društvena mreža izgrađena prvenstveno radi interesa svojih članova.
Povremeno su sumnjive ili kontroverzne aktivnosti uključivale pojedine slobodne zidare, pa čak i cijele lože. Primjeri takvih slučajeva su afera dosjea u Francuskoj početkom 20. stoljeća, ubojstvo talijanskog bankara Roberta Calvija te skandal povezan s Ložom "Propaganda Due" (P2) u Italiji 1980-ih godina.